# Dolsko (Nowa Ruda)
Dolsko (niem. Wiesenthal) – część miasta Nowa Ruda w Polsce położona w województwie dolnośląskim, w powiecie kłodzkim.

## Położenie
Dolsko położone jest w Sudetach Środkowych, na terenie Wzgórz Włodzickich, na południowo-wschodnim podnóżu Wilkowca, na wysokości około 390–410 m n.p.m. Miejscowość sąsiaduje z Bożkowem.

## Podział administracyjny
W latach 1975–1998 miejscowość administracyjnie należała do województwa wałbrzyskiego.

## Historia
Dolsko powstało w XIX wieku jako kolonia Słupca, w czasie intensywnego rozwoju w okolicy kopalń węgla. Miejscowość nigdy nie rozwinęła się z powodu braku terenów rolniczych. Większość terenu osady zajęła rozbudowująca się kopalnia „Słupiec” i obecnie w okolicy dominuje zdewastowany krajobraz wielkoprzemysłowy. 